# Liste der Abgeordneten der 5. Staatsduma der Russischen Föderation
Liste der Mitglieder der russischen (Staats-)Duma in der Amtsperiode von 2007 bis 2011, geordnet nach Alphabet.

## A
- Sergei Nikolajewitsch Abelzew (* 1961), LDPR
- Wiktor Semjonowitsch Abramow (* 1956), Einiges Russland
- Spartak Galejewitsch Achmetow (* 1949), Einiges Russland
- Jelena Wladimirowna Afanassjewa (* 1975), LDPR
- Juri Wjatscheslawowitsch Afonin (* 1977), Kommunistische Partei der Russischen Föderation (KPRF)
- Anatoli Gennadjewitsch Aksakow (* 1957), Gerechtes Russland
- Schores Iwanowitsch Alfjorow (1930–2019), KPRF (jedoch kein Mitglied der KPRF)
- Adam Baschirowitsch Amirilajew (* 1963), Einiges Russland
- Andrei Anatoljewitsch Andrejew (* 1976), KPRF
- Grigori Wiktorowitsch Anikejew (* 1972), Einiges Russland
- Wiktor Wassiljewitsch Antonow (* 1951), Einiges Russland
- Roman Walerjewitsch Antonow (* 1972), Einiges Russland
- Alewtina Wiktorowna Aparina (1941–2013), KPRF
- Otari Ionowitsch Arschba (* 1955), Einiges Russland
- Wladimir Michailowitsch Assejew (* 1951), Einiges Russland[1]

## B
- Alexander Michailowitsch Babakow (* 1963), Gerechtes Russland
- Michail Wiktorowitsch Babitsch (* 1969), Einiges Russland
- Chosch Magomed Chumaidowitsch Bachajew
- Semjon Arkadjewitsch Bagdassarow (* 1954), Gerechtes Russland
- Grigori Artjomowitsch Balychin (* 1946), Einiges Russland
- Michail Konstantinowitsch Banschtschikow (* 1949), Einiges Russland
- Igor Wjatscheslawowitsch Barinow (* 1968), Einiges Russland
- Arkadi Georgijewitsch Baskajew (* 1946), Einiges Russland
- Alexander Wiktorowitsch Bednow (* 1950), Einiges Russland
- Sergei Jurjewitsch Belokonew (* 1977), Einiges Russland
- Anton Wladimirowitsch Beljakow (* 1972), Gerechtes Russland
- Alexander Pawlowitsch Berestow (* 1956), Einiges Russland
- Konstantin Wiktorowitsch Bestschetnow (* 1975), Gerechtes Russland
- Walentin Wassiljewitsch Bobyrjew (* 1947), Einiges Russland
- Waleri Nikolajewitsch Bogomolow (* 1951), Einiges Russland
- Jewgeni Isaakowitsch Bogomolny (* 1952), Einiges Russland
- Irek Borissowitsch Boguslawski (* 1967), Einiges Russland
- Juri Lwowitsch Borissowez (* 1965), Einiges Russland
- Olga Georgijewna Borsowa (* 1949), Einiges Russland
- Nikolai Iwanowitsch Borzow (* 1945), Einiges Russland
- Andrei Iwanowitsch Botscharow (* 1969), Einiges Russland
- Nikolai Michailowitsch Budarin (* 1953), Einiges Russland
- Alexander Leonidowitsch Burkow (* 1967), Gerechtes Russland
- Alexander Leonidowitsch Burnossow (* 1955), Einiges Russland
- Natalja Wiktorowna Burykina (* 1960), Einiges Russland[2]

## C
- Wladimir Dmitrijewitsch Chachitschew (* 1939), KPRF
- Ruslan Gissowitsch Chadschebijekow (* 1948), Einiges Russland
- Airat Nasipowitsch Chairullin (* 1970), Einiges Russland
- Belan Bagaudinowitsch Chamtschijew (* 1960), Einiges Russland
- Nikolai Michailowitsch Charitonow (* 1948), KPRF
- Michail Jakowlewitsch Chessin (* 1948), LDPR
- Alexander Jewsejewitsch Chinschtein (* 1974), Einiges Russland
- Galina Petrowna Chowanskaja (* 1943), Jabloko; fraktionslos
- Gleb Jakowlewitsch Chor (* 1963), Einiges Russland
- Swetlana Wassiljewna Chorkina (* 1979), Einiges Russland[3]

## D
- Wiktor Michailowitsch Dedow (* 1956), Einiges Russland
- Adam Sultanowitsch Delimchanow (* 1969), Einiges Russland
- Iwan Iwanowitsch Demtschenko (* 1960), Einiges Russland
- Oleg Iwanowitsch Denissenko (* 1962), KPRF
- Walentin Petrowitsch Denissow (* 1955), Einiges Russland
- Gennadi Timofejewitsch Djudjaew (1947–2009), Einiges Russland
- Oksana Genrichowna Dmitrijewa (* 1958), fraktionslos
- Waleri Gawrilowitsch Draganow (* 1951), Einiges Russland
- Jelena Grigorjewna Drapeko (* 1948), Gerechtes Russland/Rodina
- Walentin Dmitrijewitsch Drussinow (* 1947), Einiges Russland
- Wjatscheslaw Anatoljewitsch Dubrowin (* 1949), Einiges Russland
- Tatjana Borissowna Dubrowskaja (* 1969), LDPR[4]

## E
- Igor Olegowitsch Edel (* 1956), KPRF
- Achmat Tschokajewitsch Erkenow (* 1951), Einiges Russland
- Michail Iljitsch Ewerstow (* 1958), Einiges Russland[5]

## F
- Irschat Junirowitsch Fachritdinow (* 1965), Einiges Russland
- Arsen Suleimanowitsch Fadsajew (* 1962), Einiges Russland
- Wladimir Nikolajewitsch Fedotkin (* 1947), KPRF
- Jewgeni Alexejewitsch Fjodorow (* 1963), Einiges Russland
- Alexander Iwanowitsch Fokin (* 1954), Einiges Russland
- Arkadi Wassiljewitsch Fomin (* 1970), Einiges Russland
- Sergei Iwanowitsch Furgal (* 1970), LDPR
- Alexander Borissowitsch Furman (* 1956), Einiges Russland[6]

## G
- Ildar Nurullowitsch Gabdrachmanow (* 1974), Einiges Russland
- Magomed Taschudinowitsch Gadschijew (* 1965), Einiges Russland
- Farida Ismagilowna Gainullina (* 1947), Einiges Russland
- Olga Dmitrijewna Galzowa (* 1952), Einiges Russland
- Waleri Wladimirowitsch Galtschenko (* 1951), Einiges Russland
- Waleri Karlowitsch Gartung (* 1960), Gerechtes Russland; fraktionslos
- Dschamaladin Nabijewitsch Gassanow (* 1964), LDPR
- Magomedkadi Nabijewitsch Gassanow (* 1962), Einiges Russland
- Sergei Anatoljewitsch Gawrilow (* 1966), KPRF
- Nikolai Fjodorowitsch Gerassimenko (* 1950), Einiges Russland
- Nadeschda Wassiljewna Gerassimowa (* 1952), Einiges Russland
- Ildar Irekowitsch Gilmutdinow (* 1962), Einiges Russland
- Ildar Mansurowitsch Gimaletdinow (* 1955), Einiges Russland
- Rafael Imamowitsch Gimalow (* 1950), Einiges Russland
- Walerij Pawlowitsch Gladilin (* 1951), Einiges Russland
- Elmira Gusseinowna Glubokowskaja (* 1957), Gerechtes Russland
- Georgi Georgijewitsch Golikow (* 1950), Einiges Russland
- Wladimir Alexandrowitsch Golownjow (* 1970), Einiges Russland
- Andrei Iwanowitsch Goluschko (* 1964), Einiges Russland
- Rostislaw Ernstowitsch Goldstein (* 1969), Einiges Russland
- Nikolai Nikolajewitsch Gontschar (* 1946), Einiges Russland
- Wladimir Lukitsch Gorbatschow (* 1950), Einiges Russland
- Swetlana Petrowna Gorjatschewa (* 1947), Gerechtes Russland
- Irina Petrowna Gorkowa (* 1959), LDPR
- Ruslan Georgijewitsch Gostew (* 1945), KPRF
- Stanislaw Sergejewitsch Goworuchin (1936–2018), Einiges Russland
- Iwan Dmitrijewitsch Gratschow (* 1952), Gerechtes Russland
- Oleg Anatoljewitsch Grebenkin (* 1958), Einiges Russland
- Anatoli Nikolajewitsch Greschnewikow (* 1956), Gerechtes Russland
- Wladimir Grigorjewitsch Gridin (* 1955), Einiges Russland
- Michail Ignatjewitsch Grischankow (* 1965), Einiges Russland
- Wiktor Iwanowitsch Grischin (* 1951), Einiges Russland
- Wladimir Sergejewitsch Grusdew (* 1967), Einiges Russland
- Boris Wjatscheslawowitsch Gryslow (* 1950), Einiges Russland
- Rinat Schaichullowitsch Gubaidullin (* 1960), Einiges Russland
- Anatoli Alexejewitsch Gubkin (* 1953), Einiges Russland
- Gennadi Wladimirowitsch Gudkow (* 1956), Gerechtes Russland
- Alexander Iwanowitsch Gurow (* 1945), Einiges Russland
- Pjotr Anatoljewitsch Guschwin (* 1963), Einiges Russland[7]

## I
- Marina Walerjewna Ignatowa (* 1967), Einiges Russland
- Igor Nikolajewitsch Igoschin (* 1970), Einiges Russland
- Wiktor Iwanowitsch Iljuchin (* 1949), KPRF
- Swetlana Irekowna Ischmuratowa (* 1972), Einiges Russland
- Ramil Kabirowitsch Iskuschin (* 1958), Einiges Russland
- Galina Sergejewna Isotowa (* 1960), Einiges Russland
- Andrei Konstantinowitsch Issajew (* 1964), Einiges Russland
- Ernst Faritowitsch Issajew (* 1962), Einiges Russland
- Juri Olegowitsch Issajew (* 1972), Einiges Russland
- Risvangadschi Agdulajewitsch Issajew (* 1960), Einiges Russland
- Igor Anatoljewitsch Issakow (* 1968), Einiges Russland
- Salawat Gilmischarifowitsch Itkulow (* 1952), Einiges Russland
- Anatoli Semjonowitsch Iwanow (* 1949), Einiges Russland
- Michail Petrowitsch Iwanow (* 1977), Einiges Russland
- Grigori Petrowitsch Iwlijew (* 1957), Einiges Russland[8]

## J
- Said Koschalowitsch Jachichaschijew (* 1948), Einiges Russland
- Wiktor Wassiljewitsch Jakimow (* 1951), Einiges Russland
- Larissa Nikolajewna Jakowlewa (* 1953), Einiges Russland
- Tatjana Wladimirowna Jakowlewa (* 1960), Einiges Russland
- Irina Anatoljewna Jarowaja (* 1966), Einiges Russland
- Waleri Afanassjewitsch Jasew (* 1959), Einiges Russland
- Aschot Geworkowitsch Jegiasarjan (* 1965), LDPR
- Sergei Nikolajewitsch Jegorow (* 1948), Einiges Russland
- Michail Wassiljewitsch Jemeljanow (* 1962), Einiges Russland
- Natalja Afanassjewna Jermakowa (* 1957), Einiges Russland
- Nikolai Nikolajewitsch Jeserski (* 1956), KPRF
- Igor Eduardowitsch Jessipowski (* 1960), Einiges Russland
- Alexei Petrowitsch Jesubow (* 1948), Einiges Russland
- Wladislaw Grigorjewitsch Jurtschik (* 1938), KPRF
- Witali Alexandrowitsch Juschilin (* 1965), Einiges Russland
- Marsel Charisowitsch Jussupow (* 1969), Einiges Russland[9][10][11]

## K
- Alina Maratowna Kabajewa (* 1983), Einiges Russland
- Walentina Wiktorowna Kabanowa (* 1951), Einiges Russland
- Chamit Iskarowitsch Kamalow (* 1958), Einiges Russland
- Sergei Alexandrowitsch Kapkow (* 1975), Einiges Russland
- Juri Sergejewitsch Karabasow (* 1939), Einiges Russland
- Alexander Alexandrowitsch Karelin (* 1967), Einiges Russland
- Galina Nikolajewna Karelowa (* 1950), Einiges Russland
- Raissa Wassiljewna Karmasina (* 1951), Einiges Russland
- Natalja Nikolajewna Karpowitsch (* 1972), Einiges Russland
- Wiktor Alexejewitsch Kasakow (* 1949), Einiges Russland
- Boris Sergejewitsch Kaschin (* 1951), KPRF
- Wladimir Iwanowitsch Kaschin (* 1948), KPRF
- Igor Nikolajewitsch Kassjanow (* 1961), Einiges Russland
- Juri Alexejewitsch Kaufman (* 1949), Gerechtes Russland
- Murat Dschelilowitsch Kiekbajew (* 1959), Einiges Russland
- Alexander Nikolajewitsch Kljukin (* 1957), Einiges Russland
- Wladimir Witaljewitsch Klimenko (* 1954), Einiges Russland
- Andrei Arkadjewitsch Klimow (* 1954), Einiges Russland
- Franz Adamowitsch Klinzewitsch (* 1957), Einiges Russland
- Andrei Filippowitsch Knopp (* 1957), Einiges Russland
- Iossif Dawydowitsch Kobson (1937–2018), Einiges Russland
- Alexander Borissowitsch Kogan (* 1969), Einiges Russland
- Juri Wladimirowitsch Kogan (* 1950), LDPR
- Andrei Afanassjewitsch Kokoschin (* 1945), Einiges Russland
- Oleg Alexejewitsch Kolesnikow (* 1968), LDPR
- Sergei Iwanowitsch Kolesnikow (* 1950), Einiges Russland
- Wladimir Iljitsch Kolesnikow (* 1948), Einiges Russland
- Nikolai Wassiljewitsch Kolomeizew (* 1956), KPRF
- Wiktor Andrejewitsch Kolomeizew (* 1953), KPRF
- Foat Fagimowitsch Komarow (* 1958), Einiges Russland
- Natalja Wladimirowna Komarowa (* 1955), Einiges Russland
- Waleri Jakowlewitsch Komissarow (* 1965), Einiges Russland
- Wladimir Petrowitsch Komojedow (* 1950), KPRF
- Jelena Wladimirowna Kondakowa (* 1957), Einiges Russland
- Ruslan Wiktorowitsch Kondratow (* 1972), Einiges Russland
- Wassili Wassiljewitsch Kopylow (* 1967), Einiges Russland
- Anatoli Alexandrowitsch Korendjasew (* 1946), Einiges Russland
- Oleg Nikolajewitsch Korgunow (* 1957), Einiges Russland
- Alexej Wiktorowitsch Kornijenko (* 1950), KPRF
- Waleri Alexandrowitsch Kornilow (* 1964), Einiges Russland
- Maxim Leonidowitsch Korobow (* 1957), Einiges Russland
- Konstantin Iossifowitsch Kosatschow (* 1962), Einiges Russland
- Alexandr Wassiljewitsch Korschakow (* 1950), Einiges Russland
- Anatoli Alexandrowitsch Koseradski (* 1948), Einiges Russland
- Alexander Alexandrowitsch Koslowski (* 1944), Einiges Russland
- Nikolai Dmitrijewitsch Kowaljow (1949–2019), Einiges Russland
- Oleg Iwanowitsch Kowaljow (* 1948), Einiges Russland
- Alexander Pawlowitsch Kowal (* 1957), Einiges Russland
- Pawel Wladimirowitsch Krascheninnikow (* 1964), Einiges Russland
- Waleri Nikolajewitsch Krawtschenko (* 1947), Einiges Russland
- Alexander Borissowitsch Kudrjumow (* 1967), Einiges Russland
- Gennadi Wassiljewitsch Kulik (* 1935), Einiges Russland
- Alexander Dmitrijewitsch Kulikow (* 1950), KPRF
- Oleg Anatoljewitsch Kulikow (* 1946), KPRF
- Engels Warisowitsch Kulmuchametow (* 1951), Einiges Russland
- Walentin Alexandrowitsch Kupzow (* 1937), KPRF
- Wjatscheslaw Mitrofanowitsch Kuschtschew (* 1948), Einiges Russland
- Alla Wladimirowna Kusmina (* 1963), Gerechtes Russland
- Jekaterina Iwanowna Kusmitschowa (* 1955), Einiges Russland
- Wassili Fedotowitsch Kusnezow (* 1947), Einiges Russland
- Iwan Iwanowitsch Kwitka (* 1967), Einiges Russland
- Juli Alexandrowitsch Kwizinski (1936–2010), KPRF[12]

## L
- Jekaterina Filippowna Lachowa (* 1948), Einiges Russland
- Georgi Gennadjewitsch Lasarew (* 1952), Einiges Russland
- Alexei Iwanowitsch Lebed (* 1955), Einiges Russland
- Igor Wladimirowitsch Lebedew (* 1972), LDPR
- Oleg Wladimirowitsch Lebedew (* 1964), Einiges Russland
- Wera Alexandrowna Lekarjowa (* 1948), Gerechtes Russland
- Georgi Karpejewitsch Leontjew (* 1951), Einiges Russland
- Nikolai Wladimirowitsch Lewitschew (* 1953), Gerechtes Russland
- Sergei Georgijewitsch Lewtschenko (* 1953), KPRF
- Juri Alexandrowitsch Lipatow (* 1953), Einiges Russland
- Anatoli Iwanowitsch Lissizyn (* 1947), Einiges Russland
- Iwan Wassiljewitsch Lobanow (* 1974), Einiges Russland
- Anatoli Jewgenjewitsch Lokot (* 1959), KPRF
- Alexander Wadimowitsch Lomakin-Rumjanzew (* 1954), Gerechtes Russland
- Andrei Konstantinowitsch Lugowoi (* 1966), LDPR
- Kira Alexandrowna Lukjanowa (* 1962), Gerechtes Russland[13]

## M
- Andrei Michailowitsch Makarow (* 1954), Einiges Russland
- Wiktor Alexandrowitsch Malaschenko (* 1955), Einiges Russland
- Waleri Gennadjewitsch Malejew (* 1964), Einiges Russland
- Waleri Andrejewitsch Maltschichin (* 1946), Einiges Russland
- Mussa Chiramanowitsch Manarow (* 1951), Einiges Russland
- Eduard Witaljewitsch Markin (* 1968), LDPR
- Sergei Alexandrowitsch Markow (* 1958), Einiges Russland
- Wladimir Konstantinowitsch Markow (* 1945), Einiges Russland
- Juri Dmitrijewitsch Masljukow (1937–2010), KPRF
- Wladimir Eduardowitsch Matchanow (* 1972), Einiges Russland
- Nadeschda Sergejewna Maximowa (* 1942), Einiges Russland
- Wladimir Rostislawowitsch Medinski (* 1970), Einiges Russland
- Jewgeni Nikolajewitsch Medwedew (* 1964), Einiges Russland
- Juri Germanowitsch Medwedew (* 1949), Einiges Russland
- Pawel Alexejewitsch Medwedew (* 1940), Einiges Russland
- Iwan Iwanowitsch Melnikow (* 1950), KPRF
- Waleri Wladimirowitsch Melnikow (1956–2008), Einiges Russland
- Oleg Leonidowitsch Michejew (* 1967), Gerechtes Russland
- Maxim Nikolajewitsch Mischtschenko (* 1977), Einiges Russland
- Jelena Borissowna Misulina (* 1954), Gerechtes Russland
- Andrej Andrejewitsch Morosow (* 1952), Einiges Russland
- Oleg Wiktorowitsch Morosow (* 1953), Einiges Russland
- Alexander Petrowitsch Moskalez (* 1947), Einiges Russland
- Tatjana Nikolajewna Moskalkowa (* 1955), Gerechtes Russland
- Marina Alexejewna Mukabenowa (* 1982), Einiges Russland
- Sergei Wiktorowitsch Murawlenko (* 1950), KPRF
- Salija Scharifjanowna Mursabajewa (* 1957), Einiges Russland
- Nikolai Nikolajewitsch Musalimow (* 1953), Einiges Russland
- Michail Iwanowitsch Musatow (* 1950), LDPR
- Iljas Bulatowitsch Muslimow (* 1963), Einiges Russland
- Adnan Abdulajewitsch Musykajew (* 1959), Gerechtes Russland
- Selimchan Alikojewitsch Muzojew (* 1959), Einiges Russland[14]

## N
- Juri Aisowitsch Napso (* 1973), LDPR
- Andrei Gennadjewitsch Nasarow (* 1970), Einiges Russland
- Wiktor Leonidowitsch Nefedow (* 1959), Einiges Russland
- Michail Petrowitsch Nenaschew (* 1960), Einiges Russland
- Sergei Iwanowitsch Newerow (* 1961), Einiges Russland
- Wladimir Stepanowitsch Nikitin (* 1948), KPRF
- Boris Iwanowitsch Nikonow (* 1946), Einiges Russland
- Asanbuba Njudjurbegowitsch Njudjurbegow (* 1961), Einiges Russland
- Olga Wladimirowna Noskowa (* 1955), Einiges Russland
- Dmitri Georgijewitsch Nowikow (* 1969), KPRF
- Klawdija Nikolajewna Nowikowa (* 1957), Einiges Russland[15]

## O
- Sergei Pawlowitsch Obuchow (* 1958), KPRF
- Nikolai Michailowitsch Olschanski (* 1939), Einiges Russland
- Olga Wladimirowna Onischtschenko (* 1972), Einiges Russland
- Sergei Pawlowitsch Oserow (* 1955), Einiges Russland
- Sergei Jurjewitsch Ossadtschi (* 1960), Einiges Russland
- Wjatscheslaw Konstantinowitsch Ossipow (1937–2012), Einiges Russland
- Nina Alexandrowna Ostanina (* 1955), KPRF
- Anatoli Iwanowitsch Ostrjagin (* 1950), Einiges Russland
- Alexei Wladimirowitsch Ostrowski (* 1976), LDPR
- Sergei Alexandrowitsch Owsjannikow (* 1958), Einiges Russland
- Wladimir Anatoljewitsch Owsjannikow (* 1961), LDPR[16]

## P
- Jelena Wladimirowna Panina (* 1948), Einiges Russland
- Nikolai Wassiljewitsch Pankow (* 1965), Einiges Russland
- Waleri Wiktorowitsch Panow (*  1961), Einiges Russland
- Wiktor Nikolajewitsch Pautow (* 1953), KPRF
- Wladimir Alexejewitsch Pechtin (* 1950), Einiges Russland
- Wladimir Janowitsch Pekarew (* 1958), Einiges Russland
- Sergei Timurowitsch Pekpejew (* 1956), Einiges Russland
- Liana Witaljewna Pepeljajewa (* 1965), Einiges Russland
- Julija Anatoljewna Peskowskaja (* 1956), Einiges Russland
- Sergei Anatoljewitsch Petrow (* 1954), Gerechtes Russland
- Sergei Walerjewitsch Petrow (* 1965), Einiges Russland
- Michail Jurjewitsch Pitkewitsch (* 1979), LDPR
- Walentina Nikolajewna Piwnenko (* 1947), Einiges Russland
- Alexei Michailowitsch Plachotnikow (* 1958), Einiges Russland
- Wiktor Semjonowitsch Pleskatschewski (* 1956), Einiges Russland
- Tamara Wassiljewna Pletnjowa (* 1947), KPRF
- Wladimir Nikolajewitsch Pligin (* 1960), Einiges Russland
- Alexei Alexejewitsch Ponomarjow (* 1942), KPRF
- Ilja Wladimirowitsch Ponomarjow (* 1975), Gerechtes Russland
- Alexander Wassiljewitsch Popow (* 1947), Einiges Russland
- Sergei Alexandrowitsch Popow (* 1949), Einiges Russland
- Waleri Wladimirowitsch Prosorowski (* 1953), Einiges Russland
- Natalja Wassiljewna Pugatschowa (* 1953), Einiges Russland
- Igor Jewgenjewitsch Pusanow (* 1947), Einiges Russland[17]

## R
- Waleri Fjodorowitsch Raschkin (* 1955), KPRF
- Nikolai Wassiljewitsch Rasworotnew (* 1954), KPRF
- Sergei Nikolajewitsch Reschulski (* 1951), KPRF
- Boris Lwowitsch Resnik (* 1940), Einiges Russland
- Wladislaw Matusowitsch Resnik (* 1954), Einiges Russland
- Nikolai Fjodorowitsch Rjabow (* 1949), KPRF
- Waleri Wladimirowitsch Rjasanski (* 1950), Einiges Russland
- Maxim Stanislawowitsch Rochmistrow (* 1968), LDPR
- Irina Konstantinowna Rodnina (* 1949), Einiges Russland
- Pjotr Wassiljewitsch Romanow (* 1943), KPRF
- Walentin Stepanowitsch Romanow (* 1937), KPRF
- Igor Anatoljewitsch Roschkow (* 1956), LDPR
- Alexei Michailowitsch Rosuwan (* 1947), Einiges Russland
- Igor Nikolajewitsch Rudenski (* 1962), Einiges Russland
- Alexei Jurjewitsch Russkich (* 1968), KPRF
- Konstantin Igorewitsch Rykow (* 1979), Einiges Russland
- Nikolai Wiktorowitsch Ryschak (* 1945), Einiges Russland[18]

## S
- Alexei Wladislawowitsch Sabadasch (* 1959), Einiges Russland
- Dmitri Wadimowitsch Sablin (* 1968), Einiges Russland
- Wassili Iwanowitsch Sacharjaschtschew (* 1946), Einiges Russland
- Swetlana Jurjewna Sacharowa (* 1979), Einiges Russland
- Gadschimet Kerimowitsch Safaralijew (* 1950), Einiges Russland
- Marat Faridowitsch Sagidullow (* 1974), Einiges Russland
- Rinat Schajchimansurowitsch Sagitow (* 1955), Einiges Russland
- Konstantin Borissowitsch Saizew (* 1970), Einiges Russland
- Michail Tschokkajewitsch Salichanow (* 1939), Einiges Russland
- Chafis Mirgasjamowitsch Salichow (* 1950), Einiges Russland
- Jewgeni Alexandrowitsch Samoilow (* 1978), Einiges Russland
- Michail Michailowitsch Sapolew (* 1946), KPRF
- Arkadi Rafikowitsch Sarkissjan (* 1959), LDPR
- Alexander Wiktorowitsch Sarytschew (* 1952), Einiges Russland
- Konstantin Fjodorowitsch Satulin (* 1958), Einiges Russland
- Alexei Jurjewitsch Sawarnizin (* 1968), LDPR
- Wiktor Michailowitsch Sawarsin (* 1948), Einiges Russland
- Dmitri Wladimirowitsch Saweljew (* 1968), Einiges Russland
- Juri Alexejewitsch Sawenko (* 1961), Einiges Russland
- Achmar Gapurowitsch Sawgajew (* 1947), Einiges Russland
- Swetlana Jewgenjewna Sawizkaja (* 1948), KPRF
- Oleg Wladimirowitsch Sawtschenko (* 1966), Einiges Russland
- Iwan Ignatjewitsch Sawwidi (* 1959), Einiges Russland
- Rifat Gabdulchakowitsch Schaichutdinow (* 1963), LDPR
- Martin Ljuzianowitsch Schakkum (* 1951), Einiges Russland
- Adalbi Ljulewitsch Schchagoschew (* 1967), Einiges Russland[19]
- Oleg Wassiljewitsch Schein (* 1972), Gerechtes Russland
- Sergei Wladimirowitsch Schelesnjak (* 1970), Einiges Russland
- Wassili Borissowitsch Schestakow (* 1953), Gerechtes Russland
- Georgi Jegorowitsch Schewzow (* 1948), Einiges Russland
- Chisri Issajewitsch Schichsaidow (* 1947), Einiges Russland
- Alexander Alexejewitsch Schimanow (* 1957), Einiges Russland
- Wladimir Wolfowitsch Schirinowski (1946–2022), LDPR
- Konstantin Wladimirowitsch Schirschow (* 1974), KPRF
- Sergei Nikolajewitsch Schischkarjow (* 1968), Einiges Russland
- Alexander Gennadjewitsch Schischkin (* 1960), Einiges Russland[20]
- Robert Alexandrowitsch Schlegel (* 1984), Einiges Russland
- Larissa Kuschugetowna Schoigu (* 1953), Einiges Russland
- Oleg Wladimirowitsch Scholobow (* 1961), Einiges Russland
- Stepan Mkrtytschewitsch Schorschorow (* 1956), Einiges Russland[21]
- Sergei Iwanowitsch Schtogrin (* 1948), KPRF
- Witali Borissowitsch Schuba (* 1951), Einiges Russland
- Ljubow Fjodorowna Schubina (* 1952), Einiges Russland
- Wassili Wassiljewitsch Schurko (* 1963), LDPR
- Swetlana Sergejewna Schurowa (* 1972), Einiges Russland
- Walentin Sergejewitsch Schurtschanow (* 1947), KPRF
- Fjodor Michailowitsch Schwalew (* 1949), Einiges Russland
- Juri Borissowitsch Selenski (* 1947), Einiges Russland
- Waleri Sergejewitsch Selesnjow (* 1964), LDPR
- Pawel Wladimirowitsch Semjonow (* 1976), Einiges Russland
- Wiktor Alexandrowitsch Semjonow (* 1958), Einiges Russland
- Wladimir Wladislawowitsch Semjonow (* 1967), LDPR
- Jekaterina Jurjewna Semjonowa (* 1972), Einiges Russland
- Lew Borissowitsch Serebrow (1939–2011), Einiges Russland[22][23][24]
- Gulnara Ildussowna Sergejewa (* 1960), Einiges Russland
- Fatich Saubanowitsch Sibagatullin (* 1950), Einiges Russland
- Anton Tarieljewitsch Sicharulidse (* 1976), Einiges Russland
- Leonid Jakowlewitsch Simanowski (* 1949), Einiges Russland
- Wiktor Michailowitsch Simin (1962–2020), Einiges Russland
- Wassili Wassiljewitsch Sinowjew (* 1942), Einiges Russland
- Sergei Nikanorowitsch Sirotkin (* 1952), LDPR
- Gennadi Andrejewitsch Sjuganow (* 1944), KPRF
- Alexander Iwanowitsch Skorobogatko (* 1967), Einiges Russland
- Andrei Wladimirowitsch Skotsch (* 1966), Einiges Russland
- Ljubow Konstantinowna Sliska (* 1953), Einiges Russland; trat 2012 aus der Partei aus[25]
- Leonid Eduardowitsch Sluzki (* 1968), LDPR
- Oleg Nikolajewitsch Smolin (* 1952), KPRF
- Swjatoslaw Michailowitsch Sokol (* 1946), KPRF
- Wadim Georgijewitsch Solowjow (* 1958), KPRF
- Wladimir Alexandrowitsch Stalmachow (* 1970), Einiges Russland
- Anatoli Sergejewitsch Starodubez (* 1957), Einiges Russland
- Wassili Alexandrowitsch Starodubzew (1931–2011), KPRF
- Michail Jewgenjewitsch Starschinow (* 1971), Gerechtes Russland
- Soja Michailowna Stepanowa (* 1953), Einiges Russland
- Wiktor Wladislawowitsch Subarew (* 1961), Einiges Russland
- Boris Dawydowitsch Subizki (* 1947), Einiges Russland
- Waleri Michailowitsch Subow (* 1953), Gerechtes Russland
- Michail Alexandrowitsch Sutjaginski (* 1962), Einiges Russland
- Wiktor Fridrichowitsch Swagelski (* 1963), Einiges Russland
- Juri Wladimirowitsch Swerdlow (* 1972), Einiges Russland
- Pjotr Grigorjewitsch Swetschnikow (* 1953), KPRF
- Dmitri Alexandrowitsch Swischtschew (* 1969), LDPR
- Arkadi Nikolajewitsch Swistunow (* 1965), LDPR
- Pawel Alexandrowitsch Syrjanow (* 1983), Einiges Russland
- Alexander Mitrofanowitsch Syssojew (* 1951), Einiges Russland[26][27][28][29]

## T
- Pawel Wladimirowitsch Tarakanow (* 1982), LDPR
- Wiktor Iwanowitsch Taranin (* 1957), Einiges Russland
- Michail Wassiljewitsch Tarassenko (* 1947), Einiges Russland
- Wassili Michailowitsch Tarassjuk (* 1948), LDPR
- Wladimir Pawlowitsch Taskajew (* 1962), LDPR
- Jewgeni Nodarijewitsch Tepljakow (* 1972), LDPR
- Alexander Wassiljewitsch Terentjew (* 1961), Gerechtes Russland
- Michail Borissowitsch Terentjew (* 1970), Einiges Russland
- Wjatscheslaw Stepanowitsch Timtschenko (* 1955), Einiges Russland
- Alexander Alexandrowitsch Tjagunow (* 1940), Einiges Russland
- Alexei Nikolajewitsch Tkatschow (* 1957), Einiges Russland
- Wassili Wassiljewitsch Tolstopjatow (* 1973), Einiges Russland
- Wladislaw Alexandrowitsch Tretjak (* 1952), Einiges Russland
- Walentin Wassiljewitsch Tschaika (* 1953), Einiges Russland
- Waleri Alexandrowitsch Tschereschnew (* 1944), Gerechtes Russland
- Kirill Igorewitsch Tscherkassow (* 1967), LDPR
- Wiktorija Walerjewna Tscherkessowa (* 1982), Einiges Russland
- Walentin Semjonowitsch Tschernjawski (* 1951), Einiges Russland
- Igor Konstantinowitsch Tschernyschenko (* 1945), Einiges Russland
- Alexander Wladimirowitsch Tschetwerikow (* 1972), Gerechtes Russland
- Walentin Wassiljewitsch Tschikin (* 1932), KPRF
- Artur Nikolajewitsch Tschilingarow (* 1939), Einiges Russland
- Andrei Borissowitsch Tschirkin (* 1961), Einiges Russland
- Sergei Wiktorowitsch Tschischow (* 1964), Einiges Russland
- Alexander Michailowitsch Tschuchrajow (* 1952), Einiges Russland
- Jewgeni Alexandrowitsch Tugolukow (* 1970), Einiges Russland
- Fedot Semjonowitsch Tumussow (* 1955), Gerechtes Russland[30][31]

## U
- Wladimir Dmitrijewitsch Ulas (* 1960), KPRF
- Wiktor Wassiljewitsch Usatschow (* 1947), Einiges Russland
- Wassili Iwanowitsch Ussolzew (* 1963), Einiges Russland[32]

## W
- Oleg Dorianowitsch Walentschuk (* 1960), Einiges Russland
- Wadim Jewgenjewitsch Warschawski (* 1961), Einiges Russland
- Wladimir Abdualijewitsch Wassiljew (* 1949), Einiges Russland
- Juri Wiktorowitsch Wassiljew (* 1951), Einiges Russland
- Konstantin Wladimirowitsch Wetrow (* 1962), LDPR
- Wiktor Petrowitsch Wodolazki (* 1957), Einiges Russland
- Wiktor Petrowitsch Woitenko (* 1951), Einiges Russland
- Alexei Nikolajewitsch Wolkow (* 1945), Einiges Russland
- Juri Nikolajewitsch Wolkow (* 1954), Einiges Russland
- Wjatscheslaw Wiktorowitsch Wolodin (* 1964), Einiges Russland
- Tatjana Lwowna Woloschinskaja (* 1969), LDPR
- Denis Gennadjewitsch Woltschek (* 1971), LDPR
- Andrei Jurjewitsch Worobjow (* 1970), Einiges Russland
- Tatjana Gennadjewna Woronowa (* 1975), Einiges Russland
- Waleri Alexandrowitsch Wostrotin (* 1952), Einiges Russland
- Jelena Andrejewna Wtorygina (* 1957), Gerechtes Russland
- Dmitri Fjodorowitsch Wjatkin (* 1974), Einiges Russland[33]

## Z
- Ljubow Michailowna Zwetowa (* 1954), Einiges Russland[34]